# Кокс, Итан
Итан Энтони Роберт Кокс (англ. Ethan Anthony Robert Cox; род. 7 января 2004) — австралийский футболист, вратарь клуба «Аделаида Юнайтед».

## Клубная карьера
Кокс — воспитанник клуба «Аделаида Юнайтед». 1 мая 2024 года в матче против «Сентрал Кост Маринерс» он дебютировал в A-Лиге.